# Liste der Bodendenkmäler in Postbauer-Heng
Auf dieser Seite sind die Bodendenkmäler in dem Oberpfälzer Markt Postbauer-Heng zusammengestellt. Diese Tabelle ist eine Teilliste der Liste der Bodendenkmäler in Bayern. Grundlage ist die Bayerische Denkmalliste, die auf Basis des Bayerischen Denkmalschutzgesetzes vom 1. Oktober 1973 erstmals erstellt wurde und seither durch das Bayerische Landesamt für Denkmalpflege geführt wird. Die folgenden Angaben ersetzen nicht die rechtsverbindliche Auskunft der Denkmalschutzbehörde.

## Bodendenkmäler in Postbauer-Heng

### Gemarkung Berngau
| Lage               | Objekt                              | Akten-Nr.     | Bild |
| ------------------ | ----------------------------------- | ------------- | ---- |
| Berngau (Standort) | Spätlatènezeitliche Viereckschanze. | D-3-6734-0001 |      |

### Gemarkung Heng
| Lage                           | Objekt | Akten-Nr.     | Bild |
| ------------------------------ | --- | ------------- | ---- |
| Heng Postbauer-Heng (Standort) | Mesolithische Freilandstation, urnenfelderzeitliche Siedlung. | D-3-6734-0042 |      |
| Heng Postbauer-Heng (Standort) | Archäologische Befunde des Mittelalters und der frühen Neuzeit im Bereich der Katholischen Filialkirche St. Jakob in Heng, darunter die Spuren von Vorgängerbauten bzw. älterer Bauphasen. | D-3-6734-0097 |      |
| Heng Postbauer-Heng (Standort) | Mesolithische Freilandstation, vorgeschichtliche Siedlung. | D-3-6734-0134 |      |
| Heng Postbauer-Heng (Standort) | Siedlung der Späthallstatt-/Frühlatènezeit. | D-3-6734-0142 |      |

### Gemarkung Pavelsbach
| Lage                                 | Objekt | Akten-Nr.     | Bild |
| ------------------------------------ | --- | ------------- | ---- |
| Pavelsbach Postbauer-Heng (Standort) | Mesolithische Freilandstation. | D-3-6733-0016 |      |
| Pavelsbach Postbauer-Heng (Standort) | Vorgeschichtliche Siedlung. | D-3-6733-0017 |      |
| Pavelsbach Postbauer-Heng (Standort) | Mesolithische Freilandstation, vorgeschichtliche Siedlung. | D-3-6733-0018 |      |
| Pavelsbach Postbauer-Heng (Standort) | Vorgeschichtliches Grabhügelfeld mit mindestens 17 Hügeln, daraus Funde der Hallstattzeit. | D-3-6734-0041 |      |
| Pavelsbach Postbauer-Heng (Standort) | Mesolithische Freilandstation, Siedlungen der Urnenfelderzeit und der Spätlatènezeit. | D-3-6734-0043 |      |
| Pavelsbach Postbauer-Heng (Standort) | Siedlungen der Vorgeschichte und der karolingisch-ottonischen Zeit. | D-3-6734-0044 |      |
| Pavelsbach Postbauer-Heng (Standort) | Mesolithische Freilandstation, Siedlung der Spätbronze- und Urnenfelderzeit. | D-3-6734-0045 |      |
| Pavelsbach Postbauer-Heng (Standort) | Archäologische Befunde des Mittelalters und der frühen Neuzeit im Bereich der Katholischen Expositurkirche St. Leonhard in Pavelsbach, darunter die Spuren von Vorgängerbauten bzw. älterer Bauphasen. | D-3-6734-0094 |      |
| Pavelsbach Postbauer-Heng (Standort) | Archäologische Befunde des Mittelalters und der frühen Neuzeit im Bereich der Katholischen Friedhofkirche St. Cäcilia bei Pavelsbach, darunter die Spuren von Vorgängerbauten bzw. älterer Bauphasen.  | D-3-6734-0095 |      |
| Pavelsbach Postbauer-Heng (Standort) | Siedlungen der Urnenfelderzeit und der Späthallstatt-/Frühlatènezeit. | D-3-6734-0133 |      |

### Gemarkung Postbauer
| Lage                                | Objekt | Akten-Nr.     | Bild |
| ----------------------------------- | --- | ------------- | ---- |
| Postbauer Postbauer-Heng (Standort) | Mesolithische Freilandstation, latènezeitliche Siedlung, verebnete frühneuzeitliche Schanze. | D-3-6634-0048 |      |
| Postbauer Postbauer-Heng (Standort) | Abschnitt der Kurbayerischen Landesdefensionslinien (1702/1703). | D-3-6634-0052 |      |
| Postbauer Postbauer-Heng (Standort) | Vorgeschichtliche Siedlung. | D-3-6634-0070 |      |
| Postbauer Postbauer-Heng (Standort) | Mesolithische Freilandstation, metallzeitliche Siedlung. | D-3-6634-0071 |      |
| Postbauer Postbauer-Heng (Standort) | Vorgeschichtliche Siedlung. | D-3-6634-0072 |      |
| Postbauer Postbauer-Heng (Standort) | Archäologische Befunde im Bereich des ehemaligen Deutschordenshauses in Postbauer, zuvor mittelalterliche Burg.                                                                                          | D-3-6634-0081 |      |
| Postbauer Postbauer-Heng (Standort) | Archäologische Befunde des Mittelalters und der frühen Neuzeit im Bereich der Katholischen Filialkirche St. Johann Baptist in Postbauer, darunter die Spuren von Vorgängerbauten bzw. älterer Bauphasen. | D-3-6634-0087 |      |
| Postbauer Postbauer-Heng (Standort) | Siedlung der Urnenfelderzeit. | D-3-6634-0141 |      |
| Postbauer Postbauer-Heng (Standort) | Grabhügel vorgeschichtlicher Zeitstellung. | D-3-6634-0147 |      |
| Postbauer Postbauer-Heng (Standort) | Karolingisch-ottonische Siedlung. | D-3-6634-0148 |      |
| Postbauer Postbauer-Heng (Standort) | Siedlung vorgeschichtlicher Zeitstellung. | D-5-6634-0068 |      |

### Gemarkung Seligenporten
| Lage                             | Objekt                                      | Akten-Nr.     | Bild |
| -------------------------------- | ------------------------------------------- | ------------- | ---- |
| Seligenporten Pyrbaum (Standort) | Siedlung der Späthallstatt-/Frühlatènezeit. | D-3-6733-0024 |      |